# 奥吉拉
奥吉拉（柏柏尔语：Awilan, Awjila, Awgila；阿拉伯语：‎；拉丁语：Augila；也译为奥季拉），利比亚东北部昔兰尼加地区绿洲省的一个绿洲乡镇。在古典时期该地曾以盛产高品质的椰枣而知名。从7世纪被阿拉伯人征服之后，伊斯兰教在起着重要的作用。奥吉拉绿洲坐落在从埃及到的黎波里的东西贸易路线和从班加西到乍得湖和达尔富尔间的萨赫勒地区的南北贸易路线上，曾是一个重要的贸易中心。柏柏尔语东支的一种语言奥吉拉语就是以此地命名的。该地居民利用深水井的水培育小花园。近年来，石油工业成为该地经济的重要支柱。

## 位置
奥吉拉和毗邻的贾卢绿洲非常偏僻，距西北方的艾季达比亚250（160英里），距东南方的库夫拉625（388英里），是艾季达比亚到库夫拉的沙漠公路上唯一的镇子。一份1872年的报告标明奥吉拉、贾卢和贾海赖三个集群的绿洲每一个都拥有一座长满枣椰树的小山，小山们被浸渍了盐汽水的红砂平原包围。三个绿洲共拥有九千到一万人口。绿洲的居民大都是柏柏尔人，其中还有一些人使用被称为奥吉拉语的柏柏尔语。2005年时，奥吉拉语已经濒临绝迹。

### 阿拉伯时期初期

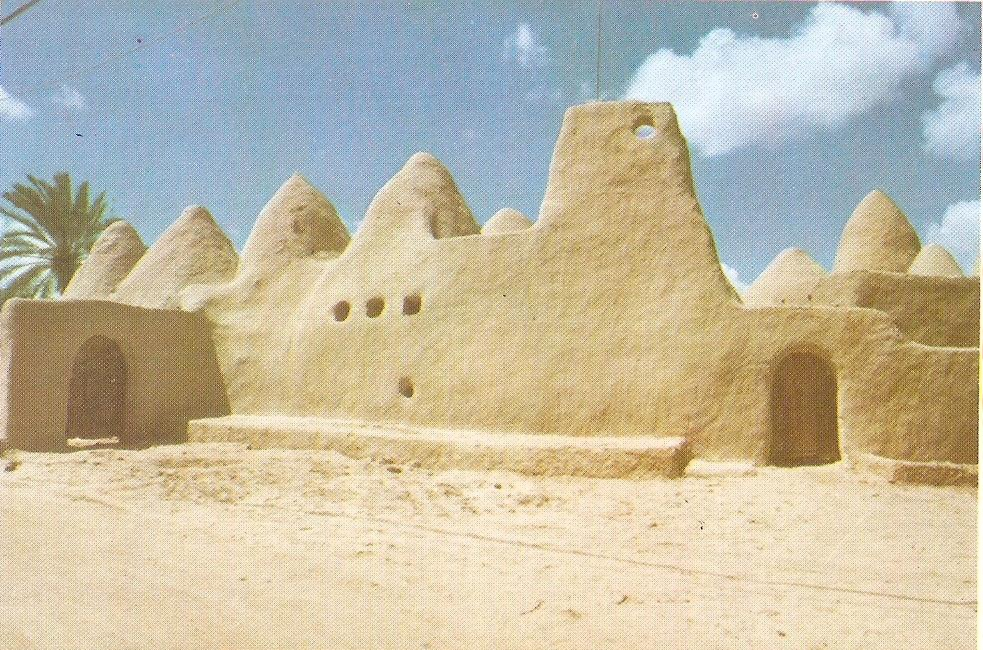
12世纪的阿提克大清真寺，奥吉拉

### 贸易中心

利比亚19世纪的贸易路线，奥吉拉和贾卢在东北部